# Toya Prudêncio
Sónia Prudêncio, conocida como Toya Prudêncio, es una activista feminista gitana portuguesa. Se ha dedicado a luchar contra la discriminación étnica y promover la integración social a través de la educación. En 2016 fue reconocida por la asociación Letras Nómadas como Gitana del Año.

## Trayectoria
Abandonó la escuela y solo completó la educación primaria. A los 16 años conoció a su marido, se casó y tuvo dos hijas. En 2018, inició estudios de educación superior en la Universidad Abierta de Portugal, impulsada por Bruno Gonçalves, líder de la asociación de Letras Nómadas.
Defiende la integración de la comunidad gitana a través de la educación, así como la promoción de políticas públicas que pongan en valor la escuela. Participa regularmente en debates sobre las consecuencias del racismo estructural en la precariedad laboral y sobre cuestiones de colonialismo y colonialidad.
Impulsó el proyecto Escoge Amar + del Alto Comisionado para las Migraciones. En 2019, creó la Asociación Unir Pueblos, dedicada a la integración de las comunidades romaníes y minorías que viven en Portugal. Comenzó a trabajar en la Red Europea de Lucha contra la Pobreza en 2019. Su trabajo estuvo guiado por la deconstrucción de estereotipos asociados a la comunidad gitana en el mundo laboral.

## Reconocimientos
Ganó el premio Gitana del Año, de la Asociación Letras Nómadas en 2016; fue la segunda vez que una mujer era reconocida con este galardón.
Fue una de las doce portuguesas retratadas en el documental Historias de mujeres de mi país, de Raquel Freire, en 2019. El documental contó con el apoyo de la Secretaría de Estado de Ciudadanía e Igualdad y se mostró en RTP en marzo de 2021.